# بیز مارکی
مارسل تئو هال (به انگلیسی: Marcel Theo Hall) یا بیز مارکی (به انگلیسی: Biz Markie)، یک رپر، بیت باکسر، دی جی، بازیگر، کمدین، شخصیت تلویزیونی و سخنگوی آمریکایی بود.